# 제62보병사단
제62보병사단(第六十二步兵師團, 62nd Infantry Division, 상징명칭: 충룡부대)은 충청남도 연기군에 있었던 대한민국 육군의 동원보병사단이다.
제9군단의 예하 부대였으며, 2007년 11월 1일, 군단 해체로 제2작전사령부 예하로 배속되었다. 이듬해인 2008년 12월 1일에 국방개혁 2020에 의해 제32향토보병사단으로 통폐합됨에 따라 해체되었다.

## 상급부대
- 제9군단, 1987년 4월 1일 ~ 2007년 10월 31일
- 제2작전사령부, 2007년 11월 1일 ~ 2008년 12월 1일

## 편성
- 제180보병연대
- 제181보병연대
- 제182보병연대
- 포병연대
  - 제299포병대대
  - 제300포병대대
  - 제301포병대대
  - 제601포병대대
- 의무대
- 군사경찰대대
- 수색대대
- 통신대대
- 정비대대
- 본부대대
- 공병대대
- 보수대대